# Law & Order: UK (seizoen 3)
Dit artikel vat het derde seizoen van Law & Order: UK samen. Dit seizoen liep van 9 september 2010 tot en met 21 oktober 2010 en bevatte zeven afleveringen.

## Hoofdrollen
- Bradley Walsh - rechercheur Ronnie Brooks
- Jamie Bamber - rechercheur Matt Devlin
- Harriet Walter - hoofd recherche Natalie Chandler
- Freema Agyeman - hulpofficier van justitie Alesha Phillips
- Ben Daniels - eerste hulpofficier van justitie James Steel
- Bill Paterson - officier van justitie George Castle

## Terugkerende rollen
- Tariq Jordan - Teddy
- Nicola Sanderson - Joy Ackroyd
- George Anton - dr. Roddy Armitage

## Afleveringen
| Nr. | Aflevering | Titel      | Regisseur        | Schrijver(s)       | Selectie gastrollen | Uitzenddatum      |  |
| --- | ---------- | ---------- | ---------------- | ------------------ | --- | ----------------- |  |
| 14 | 1          | Broken     | Andy Goddard     | Emilia di Girolamo | Deborah Findlay - Kim Sharkey Lorraine Stanley - Julie Reid Pippa Nixon - Kelly Shaw Romy Irving - Rose Shaw Annie Cull - Paige Ward                                                                              | 9 september 2010  |  |
| Deze aflevering is gebaseerd op Killerz. Nadat de zesjarige Connor Reid in een flatwoning vermoord wordt gevonden, valt de verdenking op een mysterieuze man die volgens de dertienjarige Paige Ward en tienjarige Rose Shaw daar gezien is. Rechercheurs Brooks en Devlin zien echter op camerabeelden dat Ward en Shaw samen met Reid de flatwoning binnenlopen, de twee bekennen dan dat zij op Reid pasten nadat de oudere broer van Reid hem alleen had gelaten. De rechercheurs voeren de druk op de twee verder op en dan bekent Ward dat Shaw Reid heeft vermoord. Hierop besluiten Phillips en Steel Shaw voor de rechter te brengen. De moeder van Reid wil echter dat Shaw niet te hard gestraft wordt voor de moord. Nu moeten Phillips en Steel beslissen of zij vol in de aanval gaan of mild zullen zijn voor Shaw. |            |            |                  |                    | |                   |  |
| 15 | 2          | Hounded    | Julian Holmes    | Catherine Tregenna | Kevin Doyle - Paul Darnell Neve McIntosh - Cassie Shaw Julia Ford - Judy Johnson Crispin Redman - rechter Rory Richards                                                                                           | 16 september 2010 |  |
| Deze aflevering is gebaseerd op Mad Dog. Wanneer de zestienjarige Ashanti Walker vermoord wordt gevonden in haar bed, waar zij voor de eerste keer seks had, gaan rechercheurs Brooks en Devlin op onderzoek uit. De bewijzen sturen de rechercheurs naar de werkwijze van de serieverkrachter Paul Darnell, deze werd net drie maanden geleden vrij gelaten vanuit de gevangenis. Aangezien zij geen braaksporen kunnen vinden kunnen zij niet bewijzen dat Darnell de dader is, tevens vertelt de vriendin van Darnell dat hij niet de dader is en dat hij zijn leven heeft verbeterd. Maar de rechercheurs blijven bij hun standpunt dat Darnell de dader is, helemaal als Darnell geen sluitend alibi kan geven en hij op camerabeelden te zien is bij de plek van de misdaad. Dan ontdekken de rechercheurs dat Darnell niet hoefde in te breken in de woning van Walker, dit omdat hij vroeger in dezelfde woning heeft gewoond als Walker. Hij wist dat de woningen onderling gekoppeld zijn door een tunnel, zo kon hij ongezien in de woning van Walker komen. Nu Darnell gearresteerd is voor de moord op Walker wacht Phillips en Steel de zware taak om hem te berechten, dit omdat zijn advocaat vol in de verdediging gaat en er maar weinig fysieke bewijzen zijn van zijn schuld. |            |            |                  |                    | |                   |  |
| 16 | 3          | Defence    | Mark Everest     | Debbie O’Malley    | Rupert Graves - John Smith Amanda Root - Patricia Smith Catherine Steadman - Joanne Ellis Gary Powell - Frank Ellis Paul Darrow - rechter Prentice                                                                | 23 september 2010 |  |
| Deze aflevering is gebaseerd op Pro Se. Nadat een medewerker van een kledingwinkel na zijn lunch terugkeert naar de winkel, vindt hij daar twee medewerkers en een klant vermoord in de winkel liggen en roept de hulp van de politie in. Rechercheurs Brooks en Devlin ontdekken dat de slachtoffers vermoord zijn door een zwaard of een lange mes, na autopsie wordt duidelijk dat de slachtoffers vermoord zijn door een bajonet. Dankzij een slachtoffer dat de aanval had overleefd wordt de aandacht van de rechercheurs op een verdachte gezet. Het betreft John ‘Zero’ Smith, een dakloze ex-militair met een geniaal brein, en wordt gearresteerd met een bajonet bij zich. Smith slikt al een aantal maanden zijn medicijnen niet meer en is pas gearresteerd voor het stalken van een jonge vrouw, maar werd weer vrij gelaten na een vormfout. Tevens wordt ontdekt dat Smith een diploma in rechten heeft maar kon dit niet uitvoeren door zijn geestelijke ziekte, maar als hij zijn medicijnen inneemt is hij ineens een heel ander persoon. Nadat hij voor de rechter wordt gebracht slikt hij zijn medicijnen weer en besluit zichzelf te gaan verdedigen. Phillips en Steel verwachten eerst dat zij een makkelijke tegenstander zullen hebben aan Smith, al snel wordt duidelijk dat Smith hen heet nog moeilijk gaat maken. Steel wil de rechtbank ervan overtuigen dat als Smith vrijgesproken wordt hij stopt met de medicijnen en weer gevaarlijk kan worden. Om dit kracht bij te zetten roept Steel Patricia op, dit is de zus van Smith, en wil dat zij helpt om haar broer te laten veroordelen. |            |            |                  |                    | |                   |  |
| 17 | 4          | Confession | James Strong     | Terry Cafolla      | Patrick Malahide - Robert Ridley Matthew Marsh - Jonathan Nugent Ruth Gemmell - Mel Garvey Johnny Harris - Harry Lucas Timothy Davies - rechter Peterson                                                          | 30 september 2010 |  |
| Deze aflevering is gebaseerd op Bad Faith. Wanneer Pete Garvey doodgeschoten wordt gevonden in een park gaan rechercheurs Brooks en Devlin op onderzoek uit. Garvey was een politieagent en Brooks waren vroeger vrienden en zijn dood komt hard aan bij Brooks, verder onderzoek wijst uit dat Garvey waarschijnlijk zelfmoord heeft gepleegd. De weduwe van Garvey vertelt de rechercheurs dat haar man de laatste tijd regelmatig last had van nachtmerries na het weerzien van de voormalige priester Jonathan Nugent. Nugent was vroeger actief in de buurt als priester maar ook als pedofiel, Garvey en meerdere jongens waren in hun jeugd slachtoffer van hem. Garvey pleegde waarschijnlijk zelfmoord omdat hij last kreeg van PTSD nadat hij zijn aanvaller weer had ontmoet wat hem herinnerde aan het seksueel misbruik door hem. Nu willen zij de nu getrouwde Nugent voor het gerecht brengen voor het veroorzaken van de PTSD en zelfmoord van Garvey. Phillips en Steel wachten nu een zware taak om hem te laten veroordelen voor de rechtbank, Nugent verklaart dat Garvey hem chanteerde en probeert de sympathie van de jury winnen. Als dit nog niet genoeg is moeten de aanklagers ook de strijd aan met de katholieke kerk, die een regeling willen treffen, en de pers. |            |            |                  |                    | |                   |  |
| 18 | 5          | Survivor   | Andy Goddard     | Emilia di Girolamo | Wunmi Mosaku - Tamika Vincent Robbie Gee - Jackson Marshall Paul Bown - John Stirman Paul Chequer - Steve Atwell                                                                                                  | 7 oktober 2010    |  |
| Deze aflevering is gebaseerd op Punk. Gevangenisbewaker Charlie Tyner wordt doodgeschoten gevonden, waarna rechercheurs Brooks en Devlin op onderzoek uit gaan. Hun eerste verdenkingen vallen op Ellis Bevan, die flink aangepakt werd tijdens zijn gevangenistijd door het slachtoffer omdat hij een kindermisbruiker was. Dan ontdekken de rechercheurs dat Tyner corrupt was, dit door heroïne te leveren aan de gevangen en maakte misbruik van hen door sommige te verkrachten. Als de rechercheurs ontdekken dat gevangene Tamika Vincent zwanger is geworden na de verkrachting door Tyner, valt hun verdenking van de moord op haar. Nadat zij haar verder onderzoeken komen zij uit bij haar drugsdealer Jackson Marshall, een draaideurcrimineel die al lang uit de handen van de politie kon blijven. Vincent zit in de gevangenis omdat zij een koerierster voor zijn drugssmokkel was. Nu Marshall twee motieven had voor de moord, Tyner was hem geld schuldig en dat hij Vincent verkrachtte, willen zij hem voor het gerecht brengen voor de moord. Phillips en Steel ontdekken tijdens de rechtszaak dat Vincent opdracht gaf aan Marshall de moord te plegen, nu hebben zij een belangrijke getuige voor het veroordelen van Marshall. |            |            |                  |                    | |                   |  |
| 19 | 6          | Masquerade | Hettie MacDonald | Richard Stokes     | Kimberley Nixon - Sally Douglas David Yelland - Christian Thompson Andrew Dunn - Martin Douglas Nicholas R. Bailey - Russell Wood Charlene McKenna - Rebecca Anderson Gillian McCutcheon - rechter Margaret Blake | 14 oktober 2010   |  |
| Deze aflevering is gebaseerd op Good Girl. Als een huurbaas de deur open ziet staan bij een van zijn woningen gaat hij daar poolshoogte nemen. Binnen vindt hij een lichaam op de vloer en schakelt hierna de politie in. Rechercheurs Brooks en Devlin worden op onderzoek uit gestuurd. Zij ontdekken dat het lichaam van Archie Rahman is, die vermoord is door messteken. Als enige aanknopingspunt hebben zij een bibliotheekboek dat in de woning van Rahman ligt. Het betreft een boek over Perzisch pottenbakken dat geleend is op naam van Becky Anderson. Wanneer zij haar ondervragen, horen zij van haar dat zij regelmatig haar bibliotheekpas ruilt met haar vriendin Sally Douglas, en Anderson en Douglas geven elkaar een alibi voor de moord door te verklaren dat zij aan het studeren waren in de bibliotheek ten tijde van de moord. Later verklaart Anderson dat zij heeft gelogen voor Douglas. Tevens ontdekken de rechercheurs gaten in de verhalen van Douglas. Als zij Douglas hiermee confronteren verklaart Douglas dat zij in het verleden door het slachtoffer, die zij op dat moment nog niet kende, gedrogeerd en verkracht werd. Phillips en Steel zijn sceptisch over wat er werkelijk gebeurd is maar besluiten haar toch aan te klagen voor de moord, zij moeten nu in de rechtbank uitvinden wie de waarheid spreekt. Zij ontdekken dat het slachtoffer in het verleden op school verdacht werd van seksueel misbruik, en dat Douglas hem al langer kende dan zij eerst had aangegeven. |            |            |                  |                    | |                   |  |
| 20 | 7          | Anonymous  | Mark Everest     | Debbie O’Malley    | Anna Chancellor - Evelyn Wyndham Michelle Bonnard - Stephanie Blake Chrissie Cotterill - Jean Blake Rocky Marshall - Russell Lowry Matt Cross - Lucas Dutton                                                      | 21 oktober 2010   |  |
| Deze aflevering is gebaseerd op Stalker. Wanneer verpleegster Stephanie Blake zwaar gewond wordt gevonden, nadat zij van een trap werd geduwd, gaan rechercheurs Brooks en Devlin op onderzoek uit. Zij vinden bewijzen dat het slachtoffer een stalker heeft met de naam Giovanni, hij stuurde in de laatste twee jaar e-mails en telefoontjes naar het slachtoffer met de boodschap dat hij alles over haar wist. De rechercheurs raken in contact met Lucas Dutton, een man die het slachtoffer had ontmoet in een café, en hij vertelt hen dat hij niets wist van de stalker. De rechercheurs vermoeden dat Dutton toch meer weet dan dat hij hun vertelt. Dan komt er nog een persoon in beeld bij de rechercheurs, het betreft Russell Lowry. Lowry is een rokkenjager die in contact kwam met Blake door hun beider interesse in een dierenstichting waar zij ook voor werkte. De rechercheurs vermoeden dat hij ook een rol speelde in de aanval op Blake. Verder onderzoek wijst uit dat op het moment het stalken begon Lowry een gevangenisstraf uit zat voor een drugsmisdrijf. Als er geen fysiek bewijs wordt gevonden op de plek waar Blake zwaar gewond werd aangetroffen, vermoeden zij dat zij zelfmoord wilde plegen, dit omdat zij teleurgesteld was in de politie nadat die haar niet kon helpen met het stalken. De rechercheurs ondervragen Blake en laten haar een foto zien van Lowry. Ze willen van haar weten of hij haar geduwd heeft. Zij kan zich echter niets meer herinneren van de val en gelooft ook dat zij geen zelfmoord wilde plegen. Nadat zij genezen is verklaard, verlaat ze het ziekenhuis en gaat terug naar haar woning, later wordt zij daar dood gevonden met verwondingen in haar nek. Het enige aanknopingspunt voor de rechercheurs is een telefoongesprek wat Blake voerde voor haar dood naar het alarmnummer 112, zij riep hij is het, hij is het, de man van de foto. Dit zou moeten betekenen dat Lowry de dader is, rechercheur Brooks kijkt de bewijzen nog eens door en denkt dan dat Lowry naast de moord ook verantwoordelijk is voor de val van de trap van Blake. Tijdens de rechtszaak tegen Lowry krijgt Steel te maken met een grote tegenstander als advocate van Lowry. Als rechercheur Devlin een andere kijk heeft op de bewijzen van rechercheur Brooks moet Brooks zijn collega in diskrediet brengen om de rechtszaak te redden. |            |            |                  |                    | |                   |  |